# Rainer Weibel

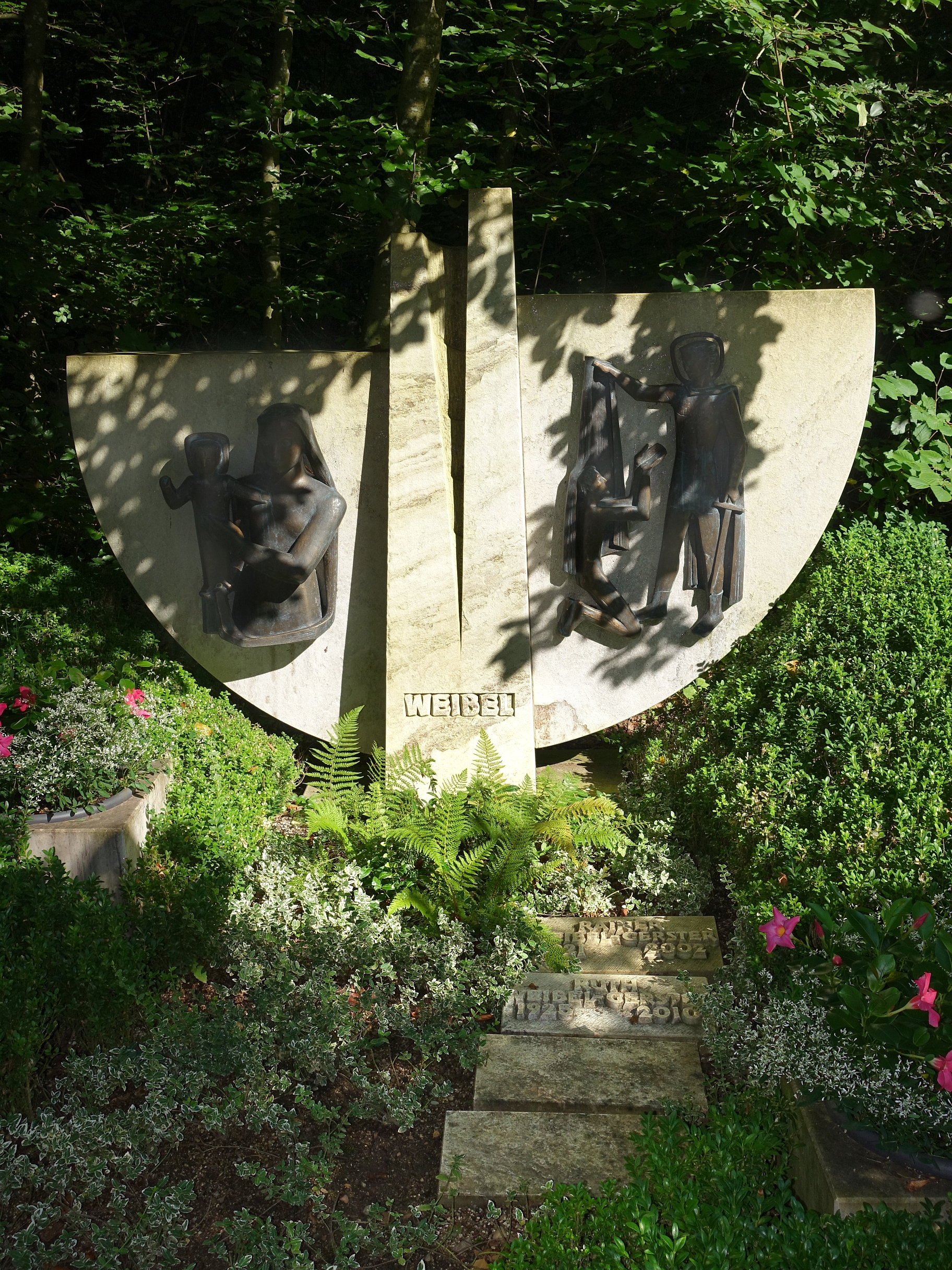
Das Grab des Ehepaars Weibel auf dem Waldfriedhof Rheinfelden

Rainer Weibel (* 3. Juli 1921 in Landquart; † 23. Juli 2002 in Rheinfelden) war ein Schweizer Unternehmer und Politiker.
Weibel studierte nach seiner Schulzeit an den Universitäten Zürich, Fribourg, Bern und Genf Rechtswissenschaften. 1947 schloss er sein Studium in Fribourg mit dem Doktorat ab. 1949 war er Direktor der Tonwarenfabrik in Laufen. 1970 und 1986 war er Präsident der Keramik Holding AG in Laufen und Delegierter des Verwaltungsrats. Zwischen 1950 und 1956 war Mitglied des Berner Grossen Rates. 1955 wurde er zudem in den Nationalrat gewählt, dem er bis 1967 angehörte. Beim Anschluss des Amtes Laufen an den Kanton Basel-Landschaft war er Leiter der Delegation des Bezirkskommission Laufental, die mit der Baselbieter Regierung den Laufentalvertrag aushandelte.
Weibel war mit Ruth Weibel-Gerster (1923–2010) verheiratet. Sie war die Tochter des Laufener Firmengründers und Tonwarenfabrikanten Joseph Gerster. Das Grab des Ehepaars befindet sich auf dem Waldfriedhof Rheinfelden.